# 올드미스

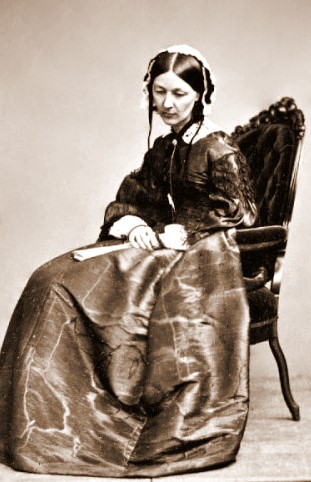

올드 미스(old miss)는 결혼 적령기를 지난 능력 있는 미혼 여성을 일컫는 말로 모든 미혼여성에게 해당하지는 않는다. 영어의 "old"와 미혼녀를 말하는 "Miss"의 합성어이다. 그렇지만 실제로 영어권에서는 쓰지 않는 한국어식 영어이다. 영어권에서는 스핀스터(영어: spinster) 혹은 올드 메이드(영어: old maid)라고 한다. 보통은 동아시아의 한자 문화권에서는 노처녀(老處女)라고 하며 문화권에 따라 일본에서는 풍자적으로 '마케이누(負け犬)'라고 부르는 유행어가 있으며 중국에서는 '대령단신여성'(大齡單身女性) 혹은 '단신숙녀'(單身熟女)라고 한다. 그러나 결혼적령기란 문화나 시대에 따라 현저한 차이가 있어 현대의 한국에서는 이제 30세 미만인 경우는 올드미스라 부르지 않는 경향이 있다.
하지만 최근에 와서는 남녀평등과 사회진출에 어느 정도 성공을 이룬 30대의 미혼여성들이 자신들의 내적/외적인 면에 투자를 하는 등 새로운 트랜드와 소비를 이끄는 층인 골드미스로서 새로운 조명을 받고 있다.

## 대중문화
흥미로운 것은 거의 모든 문화권에서 노처녀를 복없는 여성이거나 불쌍한 여성으로 여기고 있으며 사회적으로도 열악한 처지의 경우에 노처녀로 늙는 사람이 많았다. 조선 후기에는 이들의 애환을 다룬 《노처녀전》,《노처녀고독각씨전(老處女孤獨閣氏傳)》같은 내방가사의 작품도 있다. 이 작품에서는 몰락한 양반가의 여식이 집안이 어려우나 체면이 있어 결혼을 못하는 경우나 몸이 아파 결혼을 못한 경우등 딱한 경우의 노처녀들에 대한 이야기를 다루고 있다.
한국문학에서 유명한 현진건의《B사감과 러브레터》(1924) 에서는 이러한 노처녀가 소설에서 위선적 인물로 그려져 노처녀 히스테리의 가장 대표적인 이야기가 되었다.
최근에는 '올드미스 다이어리'라는 시트콤이 인기를 끌었고 영화로도 만들어졌다. 30대 초반의 평범한 노처녀의 사랑이야기를 다루어 많은 인기를 끌었다.
한편 일본에서는 《마케이누의 절규》(한국판은 '결혼의 재발견')이라는 사카이 준코가 지은 책이 베스트 셀러가 되고 원래 비겁하게 진 패배자를 일컫는 말인 '마케이누'가 노처녀를 지칭하는 유행어로 2004년 일본 유행어 대상이 되었다.

## 역사
조선시대에는 노총각은 25세이상 노처녀는 20세이상으로 보았다. 관혼상제를 중요시하는 문화적 이유로 이러한 결혼적령기를 놓친 노처녀는 심각한 사회문제의 하나로 보았으며 백성의 복지를 위해 나라가 나서야 할 일로 보았다. 조선왕조실록에 따르면 16세기인 중종 7년에는 사족의 자제중 이런 경우가 있으면 왕이 필요한 재물과 옷을 내려 혼인하도록 도운 사례가 있으며 18세기인 영조 6년에 박문수가 올린 상소의 내용에 따르면 이는 경국대전과 전록통고에 기재된 바대로 나라에서 힘을 기울일 문제로 보고 왕과 관리들이 직접 나서 도울 것을 권하고 있다. 

## 건강
한국에서는 올드미스는 '노처녀 히스테리'라는 말과 함께 많이 쓰이는데 이것은 주로 성적불만족으로 인한 심리적 불안감을 다른곳에 해소하려는 경향을 보인다는 것이다. 하지만 의학적인 용어는 아니다. 특히 대중문화에서 노처녀를 묘사하는 통속적인 표현이다.
한의학에서는 노처녀, 비구니, 수녀 등에서 나타나는 독신여성경폐(獨身女性經閉)라는 증상이 있다고 한다. 이것은 오랜 독신 생활때문에 생기는 스트레스와 욕구불만에서 나오는 병으로 무월경증상을 보인다.
대체적으로 사회적 불균형과 뒤쳐졌다는 자격지심에서 나오는 압박감과 더 이상 젊지않다는 불안감이 더해져서 성격이 예민해져서 나오는 증상이 나타날 수 있다.

## 저명한 올드미스
- 루이자 메이 올컷
- 수전 B. 앤서니
- 제인 오스틴
- 클라라 바턴
- 에밀리 브론테
- 메리 카사트
- 코코 샤넬
- 퍼트리샤 클라크슨
- 키키 디
- 에밀리 디킨슨
- 엘리자베스 1세
- 헬렌 갠디
- 그레타 가르보
- 릴리언 기시
- 데비 해리
- 라타 망게슈카르
- 카일리 미노그
- 플로렌스 나이팅게일
- 에이미 서데러스
- 다이앤 워런
- 오프라 윈프리

## 같이 보기
- 혼인적령

### 드라마
- 내 이름은 김삼순
- 달자의 봄
- 찰문상애파
- 올드 미스 다이어리

### 오페라
- 노처녀와 도둑

### 잡지
- 노처녀에게 건네는 농

## 참고 서적
- 결혼의 재발견 1 - 마케이누(負け犬)의 절규, 사카이 준코 지음, 김경인 옮김, 홍익출판사, 2005, ISBN:13-9788970650722
- 화려한 싱글은 없다, 이웅진 지음, 랜덤하우스 코리아, 2005, ISBN 13-9788959242030